# Leopold Bavarski
Leopold Maximilian Joseph Maria Arnulf (München, 9. veljače 1846. -  München, 28. rujna 1930.) je bio bavarski princ i njemački vojni zapovjednik. Tijekom Prvog svjetskog rata zapovijedao je njemačkim i austrougarskim snagama na Istočnom bojištu.

## Obitelj
Princ Leopold Bavarski rođen je 9. veljače 1846. u Münchenu. Sin je princa regenta Luitpolda Bavarskog i nadvojvotkinje Auguste Austrijske. Godine 1873. oženio se s nadvojvojvotkinjom Giselom Austrijskom inače kćerkom austrijskog cara Franje Josipa čime je postao njegov zet. Leopold i Gisela imali su četvero djece i to dvije kćeri princeze Elizabetu Mariju od Bavarske i Augustu Mariju od Bavarske, te dva sina princa Georga Bavarskog i princa Konrada Bavarskog. Leopold je bio mlađi brat bavarskog kralja Ludviga II., te ujak bavarskog prestolonasljednika princa Rupprechta. 

## Vojna karijera
Leopold je u bavarsku vojsku stupio je 1861. godine u 15. godini života, te je s činom poručnika sudjelovao u Austrijsko-pruskom ratu boreći se na austrijskoj strani. S činom satnika sudjeluje u Prusko-francuskom ratu gdje je zbog hrabrosti je odlikovan Željeznim križem. Također, odlikovan je i najvišim bavarskim odlikovanjem Vojnim redom Maxa Josipa.
Nakon Prusko-francuskog rata Leopold je nastavio napredovati u vojnoj hijerarhiji. Čin pukovnika dostigao 1873. godine, general bojnikom je postao 1875. godine, dok je 1881. godine promaknut u čin general-poručnika. Godine 1896. unaprijeđen je u general-pukovnika, dok je 1905. postao feldmaršalom. Godine 1913. godine u 67. godini života se umirovio. 

## Prvi svjetski rat
Leopold se vratio u aktivnu vojnu službu u travnju 1915. kada dobiva zapovjedništvo nad 9. armijom na Istočnom bojištu zamijenivši na tom mjestu Augusta von Mackensena. Leopold se brzo istaknuo kao zapovjednik jer je zapovijedajući 9. armijom zauzeo Varšavu, te u ofenzivi Gorlice-Tarnow potisnuo ruske snage prema Minsku. Nakon toga u kolovozu 1915. Leopold postaje zapovjednikom Grupe armija princ Leopold koja je držala položaje na središnjem dijelu Istočnog bojišta. Za zapovijedanje u borbama na Istočnom bojištu Leopold je 9. kolovoza 1915. odlikovan ordenom Pour le Mérite. Zapovijedavši grupom armija nazvanom njegovim imenom Leopold je u ljeto 1916. sudjelovao u zaustavljanju Brusilovljeve ofenzive, te je u kolovozu 1916. uspio zaustaviti ruske snage kod Baranoviča. 
Kada je Hindenburg u kolovozu 1916. zamijenio Falkenhayna na mjestu načelnika Glavnog stožera, Leopold je zamijenio Hindenburga na Zapovjedništvu Istoka (Oberbefehlshaber Ost)  čime je postao vrhovni zapovjednik svih njemačkih snaga na Istočnom bojištu. Kao zapovjednik Istoka Leopold je bio pod velikim utjecajem svog načelnika stožera pukovnika Maxa Hoffmanna koji je, kao svojevrsni Ludendorff Istočnog bojišta, de facto planirao i vodio njemačke operacije na Istočnom bojištu.
Leopoldove snage su na Istočnom bojištu u srpnju 1917. uspješno suzbile Kerenskijevu ofenzivu, te su u rujnu te iste godine zauzele Rigu. Nakon Oktobarske revolucije boljševička vlada je u studenom 1917. potpisala primirje s njemačko-austrijskim snagama. Međutim, u veljači 1918. neprijateljstva su obnovljena, te su njemačke snage pod Leopoldovnim vrhovnim zapovjedništvom prodrle u Estoniju i Litvu na sjeveru, te Ukrajinu i Krim na jugu. Konačno, 3. ožujka 1918. potpisan je Brest-Litovski mir čime su okončana neprijateljstva na Istočnom bojištu.

## Poslije rata
Nakon rata Leopold se ponovno umirovio. Većinu vremena provodio je putujući posjećujući Aziju, Afriku i druge europske zemlje. Preminuo je 28. rujna 1930. godine u Münchenu u 85. godini života. Pokopan je u kripti münchenske crkve Sv. Mihaela.

## Vanjske poveznice
(eng.) Leopold Bavarski na stranici First World War.com

(eng.) Leopold Bavarski na stranici Prussianmachine.com

(rus.) Leopold Bavarski na stranici Hrono.ru

(njem.) Leopold Bavarski na stranici Deutschland14-18.de  Arhivirana inačica izvorne stranice od 4. ožujka 2016. (Wayback Machine)
| Prethodnik:          | Zapovjednik 9. armije Leopold Bavarski | Nasljednik:          |
| August von Mackensen | Zapovjednik 9. armije Leopold Bavarski | Erich von Falkenhayn |

| Prethodnik:         | Zapovjednik Istoka Leopold Bavarski | Nasljednik: |
| Paul von Hindenburg | Zapovjednik Istoka Leopold Bavarski | nitko       |